# Bruno Mascarelli
Bruno Mascarelli (Sarajevo, 1926.), hrvatski slikar.
Nakon zagrebačke Akademije likovne umjetnosti 1949.godine dolazi u Rovinj, gdje se nastanjuje i počinje živu izlagačku djelatnost. Oko sebe okuplja široki krug kolega slikara iz Istre, Rijeke kao i kolega s kojima se družio za vrijeme studija. Ostaje trajno vezan i vjeran svojoj rovinjskoj adresi kao i aktivnosti vezanoj uz Likovnu koloniju Rovinja.
Početkom šezdesetih seli najprije u Milano, a potom u Pariz. Izlagao je u brojnim galerijama i muzejima u zemlji i svijetu. 
Za svoj rad višestruko je nagrađivan i pohvaljivan. 2006. godine tiskana mu je monografija i dodijeljena Nagrada za životno djelo. Živi i radi u Parizu i Rovinju.

## Vanjske poveznice
- Izložba u Zavičajnom muzeju Grada Rovinja  Arhivirana inačica izvorne stranice od 11. studenoga 2007. (Wayback Machine)
- Likovna kolonija Rovinj  Arhivirana inačica izvorne stranice od 9. studenoga 2007. (Wayback Machine)